# Lentille de Fresnel
Pour les articles homonymes, voir Fresnel.

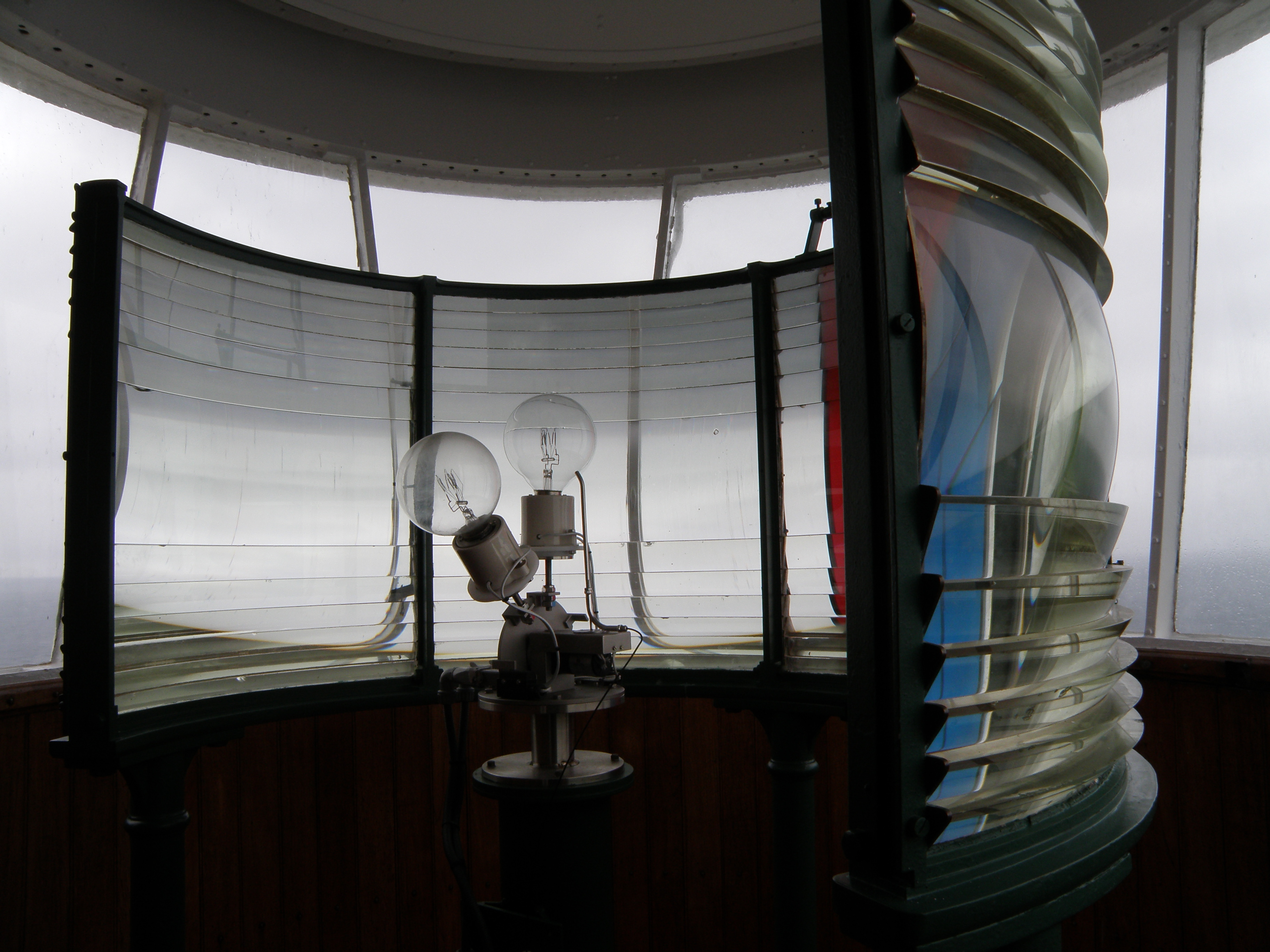
Une lentille de Fresnel et deux ampoules au phare d'Akraberg (île de Suðuroy) dans les îles Féroé.

La lentille de Fresnel ou lentille à échelons est un type de lentille inventé par Augustin Fresnel en 1822 pour remplacer les miroirs utilisés dans l'éclairage des phares de signalisation marine qui absorbaient jusqu'à 50 % du flux lumineux. C'est une lentille plan-convexe découpée de sections annulaires concentriques optimisées pour alléger l'élément.
Sa conception lui permet d'obtenir une courte distance focale pour un large diamètre, sans la masse et le volume nécessaires à une lentille standard.

## Historique

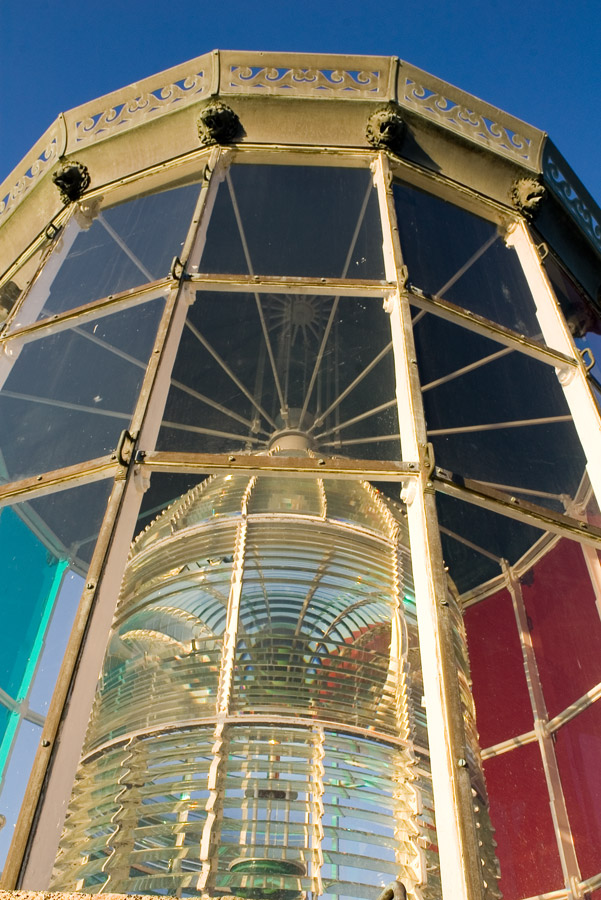
Lentille de Fresnel du phare de Cordouan, la première lentille qui y fut installée fut démontée et remplacée par une lentille de Fresnel du premier ordre en 1856.

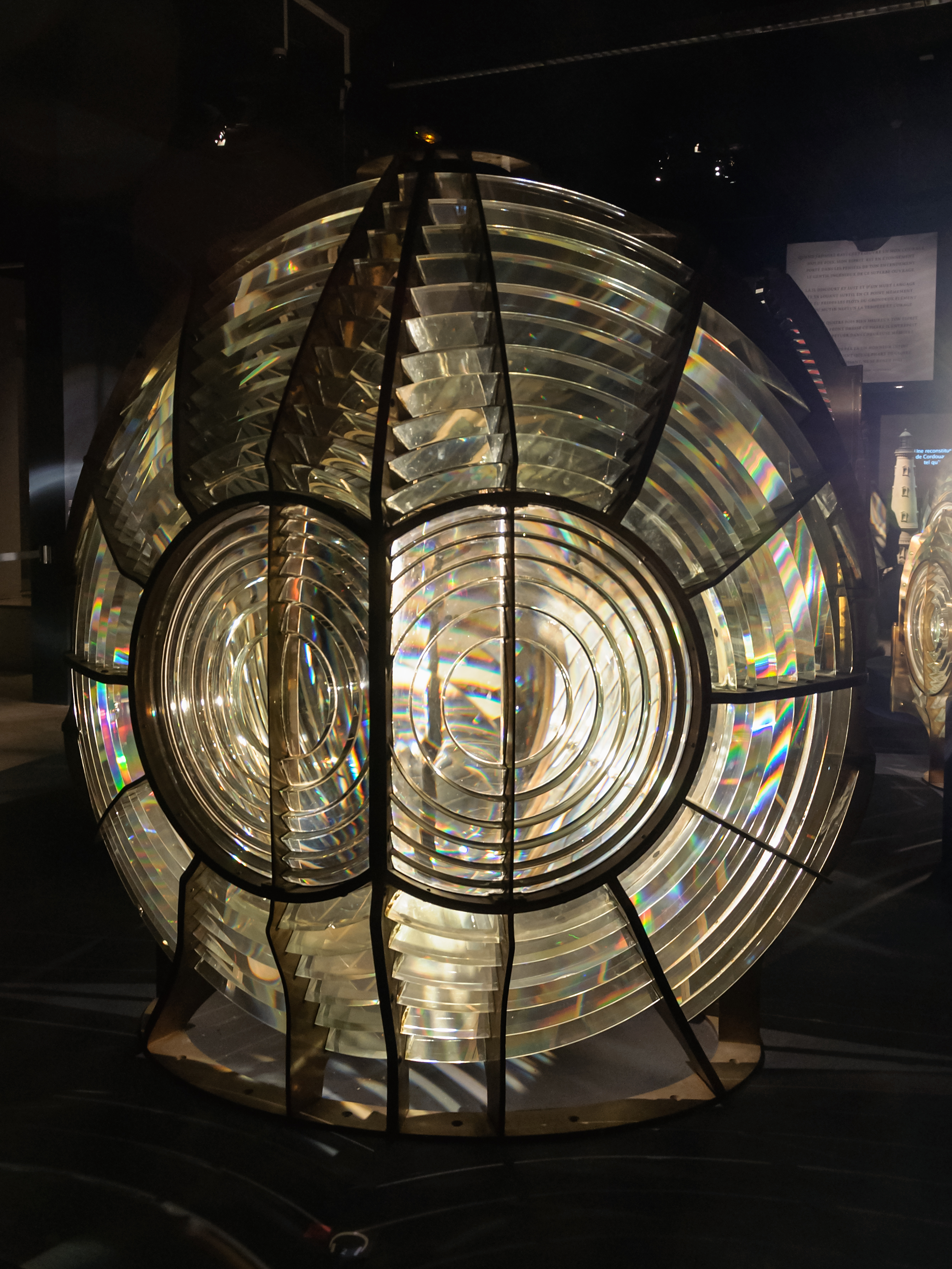
Une lentille de Fresnel exposée au Musée national de la Marine (Paris).

Jusqu'au XVIIIe siècle et au XIXe siècle les phares se sont heurtés à de gros écueils en ce qui concerne la luminosité de leur dispositif censé éclairer et orienter les bateaux de loin. Le système pour éclairer fut composé d'abord de feux de bois sur plateformes, puis d'une simple flamme de bougie additionnée d'un miroir, brûlant à quelques centaines de degrés et n'éclairant que très faiblement comparativement aux lampes électriques, halogènes ou à arc. En plus d'une intensité médiocre, une flamme n'est pas une source directive, la lumière était alors dispersée, diminuant d'autant plus la luminosité pouvant atteindre un bateau au loin.
Plusieurs méthodes furent utilisées : grossir la mèche, adjoindre plusieurs flammes à la bougie initiale. Ces solutions, bien qu'améliorant l'intensité de la source, n'amélioraient pas la portée du phare. Par ailleurs la réflectivité faible des miroirs métalliques utilisés (50 % environ) et l'épaisseur importante des lentilles nécessaires pour concentrer le faisceau ne permettait pas de conserver un flux correct de lumière.
Les lentilles utilisées se devaient d'être très grandes pour collecter un maximum de flux, très épaisses donc, et très proches de la source. Le système était alors particulièrement sujet aux aberrations et le faisceau fortement divergent.
En août 1819, Augustin Fresnel alors membre de la Commission des phares, une institution d'État chargée de la gestion et de l'amélioration des phares français, soumet pour la première fois une étude de système dioptrique pour l'éclairage des phares. Cette proposition fut alors remaniée et amenée plusieurs fois sur la table de la Commission. Le système, inspiré par les grandes lentilles utilisées dans le phare de Portland Bill, est proposé à nouveau le 31 octobre 1820, composé de huit lentilles carrées assemblées en plusieurs morceaux, le tout collé sur des glaces par de la térébenthine de Venise ou assemblé en collant les bords avec de la colle de poisson, formant alors un prisme octogonal tournant,.
Le principe d'une lentille en plusieurs parties annulaires avait déjà été suggéré par Georges-Louis Leclerc de Buffon en 1748 pour sa loupe à échelon mais dans un contexte différent, alors qu'il cherchait aussi à façonner des lentilles de diamètre très grand ; son exécution ne fut menée que trente ans plus tard par l'abbé Rochon.
Les réflexions et plans de Fresnel furent approuvés par la Commission, qui donna son aval pour la réalisation du système. L'opticien M. Soleil et un ingénieur chargé de la mécanique nommé Wagner, furent employés pour réaliser le système pendant que Fresnel et François Arago se chargèrent de mettre en place une source lumineuse adéquate. Le 19 juin 1822, Fresnel présenta la première lentille, de 76 cm de côté et 92 cm de focale puis le système fut testé le 28 août sur l'arc de triomphe de l'Étoile à Paris avec succès. Les performances attestées par le système étaient trois fois plus grandes que celles des systèmes catadioptriques antérieurs. Les phares en furent rapidement équipés dès 1823, année de l'installation du système de Soleil, Wagner, Arago et Fresnel sur le phare de Cordouan. Le phare fut mis en service à la suite de l'installation dès le 20 juillet.
Eugène Péclet décrit le système ainsi :

« Les phares construits par Fresnel consistent en huit grands verres lenticulaires carrés, formant par leur réunion un prisme octogone dont le centre coïncide avec le foyer commun des lentilles ; en ce point est placée la lumière unique qui éclaire le phare ; elle est produite par un bec de lampe à trois mèches concentriques dans lequel un excès d'huile est injecté constamment par une pompe […] »

— Eugène Péclet, 1838
Les lampes étant aux foyers des lentilles, les rayons émis du phare demeuraient parallèles, en outre les anneaux catadioptriques ajoutés autour des lentilles permettaient de ramener encore plus de flux vers le faisceau principal grâce à la réflexion totale ayant lieu à l'intérieur. La portée des phares ainsi équipés fut mesurée à 16 000 toises, soit environ 31,2 km, ils étaient visibles même de jour à la lunette depuis 17 lieues, à l’œil nu de nuit. Le phare de Cordouan permit d'éclairer jusqu'à 11 lieues marines, alors que les phares à miroirs ne pouvaient jusque-là éclairer qu'à trois lieues.
Les phares du monde entier furent aussi rapidement équipés à la suite de cette invention, notamment, dans l'ordre :
- 1823 : Angleterre ;
- 1824 : Espagne ;
- 1836 : Belgique ;
- 1837 : Italie ;
- 1840 : Suède ;
- 1841 : États-Unis ;
- 1845 : Prusse ;
- 1849 : Autriche ;
- 1850 : Brésil ;
- 1855 : Portugal et Turquie ;
- 1856 : Grèce.

## Description

Coupe d'une lentille de Fresnel (1) et d'une lentille plan-convexe (2) de distances focales équivalentes.

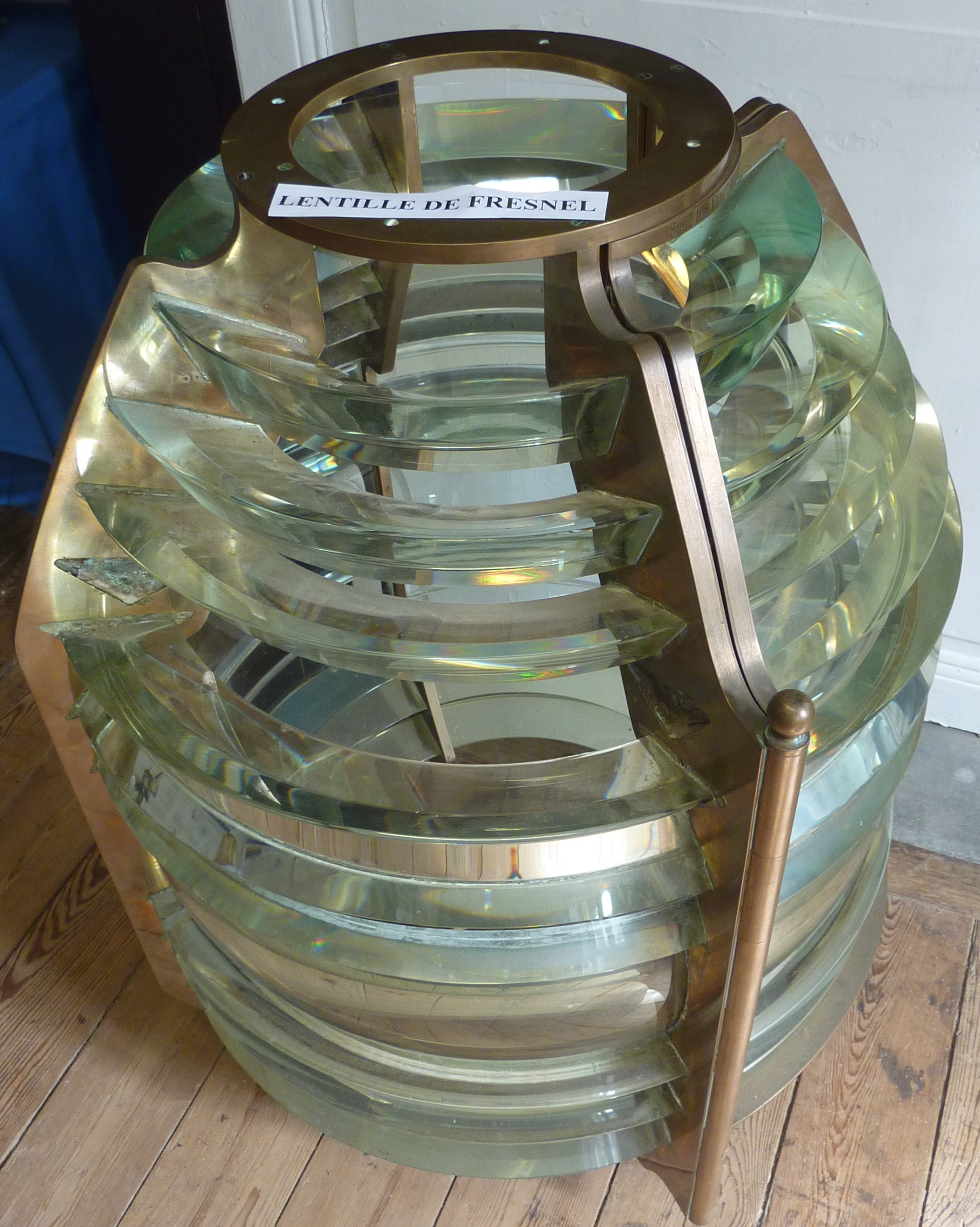
Lentille de Fresnel (Musée maritime du Cap-Sizun à Audierne).

Afin de réduire le poids des lentilles tout en gardant une bonne qualité du faisceau de lumière, Fresnel imagina d'utiliser des parties découpées de sphères plutôt qu'une demi-sphère complète.
Par rapport à une lentille simple, la lentille de Fresnel réduit la quantité de verre à utiliser en la découpant en un ensemble d'anneaux concentriques de section prismatique connus sous le nom de zones de Fresnel. Pour chacune de ces zones, l'épaisseur est réduite, ce qui fait que la surface globale de la lentille n'est plus lisse mais se compose de plusieurs surfaces de même courbure, séparées par des discontinuités.
C'est en fait comme si l'on avait des anneaux découpés dans des lentilles différentes. Cette diminution de l'épaisseur et donc du poids a un prix : celui de la qualité optique, les anneaux étant visibles.

## Applications

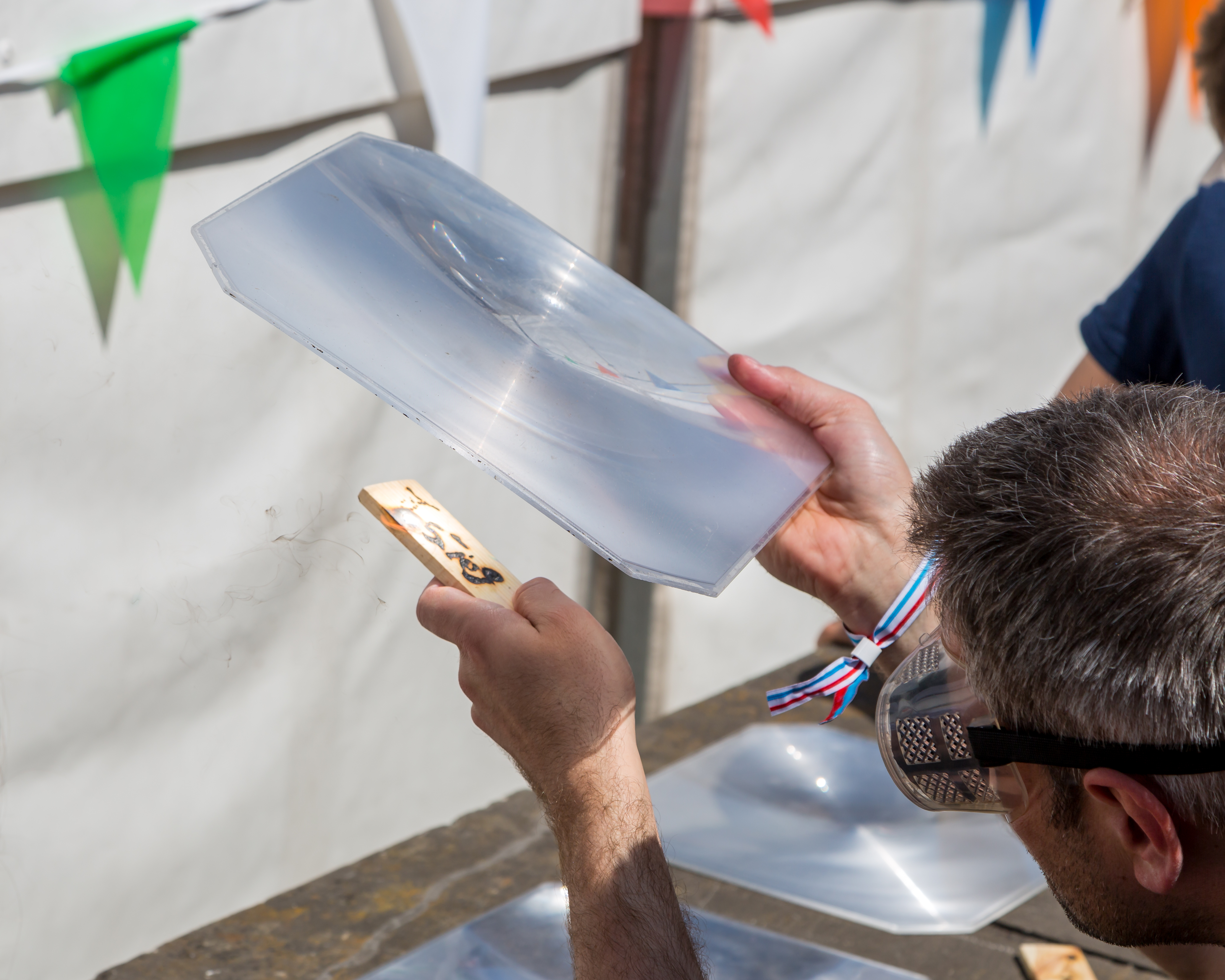
Pyrogravure sur bois à la lentille de Fresnel.

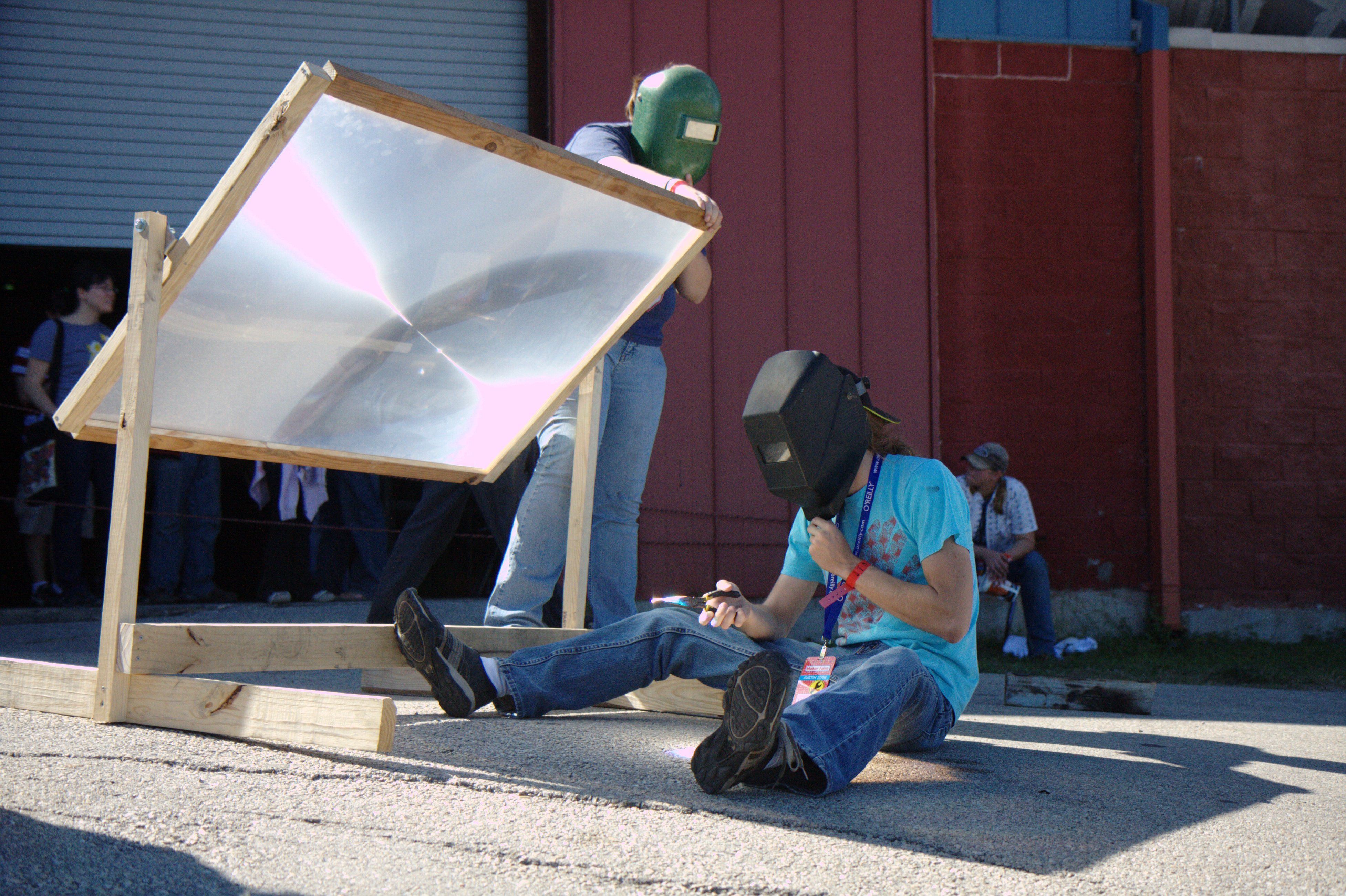
Fonte d'une pièce de monnaie à l'aide d'une lentille de Fresnel.

Les lentilles de Fresnel sont utilisées dans :
- les phares, parfois secondées par un système de prisme annulaire pour augmenter l'intensité du rayon lumineux ;
- les projecteurs de cinéma, pour remplacer les lentilles plan convexe plus fréquemment utilisés au théâtre ;
- certaines loupes ainsi que certains rétroprojecteurs ;
- ajout devant les premiers téléviseurs N/B (système D) pour agrandir l'image car les premiers tubes cathodiques étaient très petits ;
- la concentration des rayons lumineux du soleil pour alimenter un moteur Stirling, cuire des aliments[7], allumer un feu de camp, faire fondre des plastiques ou certains métaux, ou bien encore graver dans le sable en exploitant l'énergie solaire ;
- la réduction de l'angle mort du rétroviseur des véhicules, par exemple pour des autobus (il s'agit alors de lentilles divergentes) ;
- les lentilles des caisses des supermarchés pour vérifier le contenu des chariots ;
- les rétroprojecteurs pour convertir l'image de l'écran interne en image agrandie sur l'écran ainsi que dans les détecteurs de mouvements à infrarouge ;
- certaines cellules photovoltaïques afin de concentrer les rayons lumineux et diminuer les surfaces nécessaires pour une puissance développée équivalente ;
- les casques de réalité virtuelle tels que l'Oculus Rift et l'HTC Vive, du fait de la proximité de l'écran intégré[8].

Il existe aussi des prismes de Fresnel basés sur le même principe, et toujours dans le but d’alléger le poids de verre nécessaire.
Du fait de leur forme en bas-relief, les lentilles de Fresnel peuvent être intégrées à des objets là où une lentille ne le pourrait jamais pour des raisons géométriques, par exemple dans une fine pellicule de plastique. Les lentilles de Fresnel peuvent en effet être produites par moulage de matériaux plastiques, ce qui permet leur production à grande échelle dans des objets de faible coût, par exemple pour des loupes. Aux échelles microscopiques, la lentille de Fresnel se prête aussi bien aux procédés de lithographie, que ce soit des techniques mécaniques (nanoimpression), optiques ou électroniques, permettant la formation de motifs tridimensionnels dans une fine couche de résine photosensible.